# Nellie Spindler
Nellie Spindler (Wakefield (Engeland), 10 augustus 1891 - Brandhoek (België), 21 augustus 1917 was een Brits verpleegkundige in de Queen Alexandra's Imperial Military Nursing Service, die sneuvelde tijdens de Derde Slag om Ieper. Zij is onder de ruim 10.000 slachtoffers de enige vrouw die op de militaire begraafplaats van Lijssenthoek begraven ligt. Nellie Spindler loog over haar leeftijd om aan het front te worden toegelaten.

## Biografie
Spindler was een dochter van Elizabeth Snowdon en Georges Kealey Spindler. Haar vader was politie-inspecteur in Wakefield. Zij was de oudste uit een gezin met nog drie kinderen: Lillie (°~1896), Georges Edward (°~1902) en May (°~1904). Rond 1910-1911 startte ze haar loopbaan als verpleegkundige, ondanks de bezwaren van haar ouders, die er niets van wilden horen, en begon aan een opleiding "on the job" van twee jaar bij het City of Wakefield Fever Ziekenhuis. Na een korte periode in het Barnes Nursing home in Scarborough, ging ze in 1912 als leerling-verpleegster naar de Medical Training Township Infirmary in Leeds, waar ze haar studie voortzette en zich verdiepte in anatomie, fysiologie en de principes van verpleegkundige zorg. Ze was tijdens haar studie erg populair. Als rooms-katholiek bezocht ze graag kerken.

### Groot-Brittannië mengt zich in de oorlog

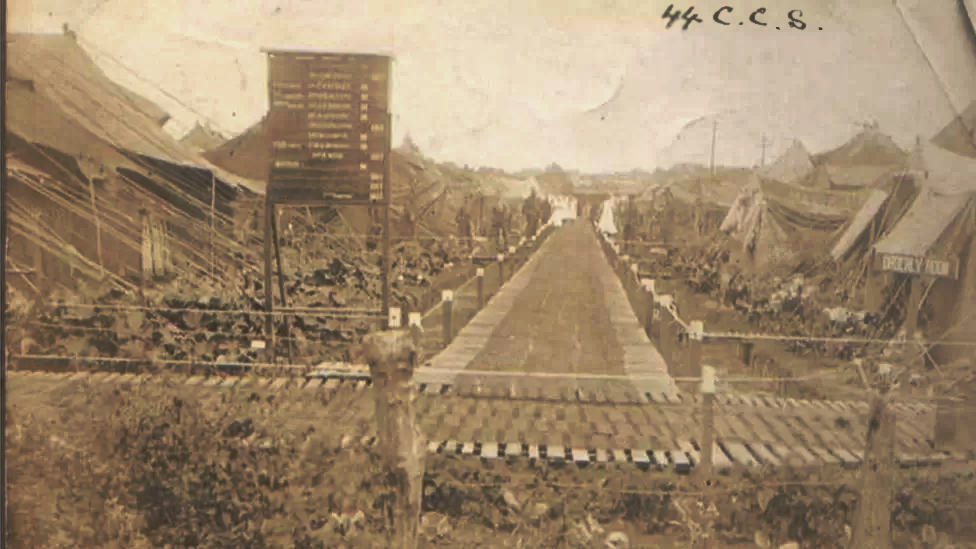
Het Casualty Clearing Station in de omgeving van Ieper, gefotografeerd door kapelaan Leonard Thomas Pearson (mogelijk 1918)

Op 4 augustus 1914 verklaarde de Britse regering Duitsland de oorlog en versterkte ze de Territorial Force Nursing Service en de Queen Alexandra's Imperial Military Nursing Service (QAIMNS) om in binnen- en buitenland zorg te verlenen. Nellie Spindler, die haar opleiding had afgerond, meldde zich in oktober 1915 als reservist bij QAIMNS. Zij was net 24 geworden, maar je moest 25 zijn om je te kunnen inschrijven. Ze loog daarom over haar leeftijd en beweerde dat ze in 1889 geboren was. Eind 1915 kreeg ze een positieve reactie. Ze werd als reserve-verpleegkundige toegewezen aan het militaire hospitaal van Whittington in Staffordshire. In 1917 werd ze aangenomen voor de actieve overzeese dienst en op 23 mei 1917 ging ze per schip naar Frankrijk. Aanvankelijk werd ze in Le Havre gestationeerd in het British General Hospital no. 2 en vervolgens in Abbeville in het Stationary Hospital no. 42.
In deze periode bezocht ze tijdens een verlof de kathedraal Notre-Dame van Amiens, waar ze het beeld van de huilende engel van Nicolas Blasset ontdekte, waarvan de symboliek mensen in deze tijden van oorlog aansprak. Na haar bezoek kocht ze twee kleine zilveren hangers met een afbeelding van het beeld. Een daarvan stuurde ze naar haar moeder en ze vroeg haar zusje Lillie of zij er ook een wilde hebben.
Niet lang daarna werd ze toegewezen aan het Casualty Clearing Station (CCS) no 44 (een van de vooruitgeschoven veldhospitalen), dat al op 19 juli 1917 per trein werd verplaatst naar Brandhoek, een gehucht nabij Poperinge in België. Dit CCS was gespecialiseerd in buik-, borst- en dijwonden die dringend behandeling nodig hadden en was daarom relatief dicht bij de frontlinie gestationeerd, vlakbij een spoorwegknooppunt en een munitiedepot. Het bevond zich binnen het bereik van de grotere Duitse kanonnen, en was het doelwit van frequente Duitse beschietingen. Op 31 juli 1917 begon een van de dodelijkste offensieven van de Eerste Wereldoorlog: de Derde Slag om Ieper. Al de eerste dag waren er 6.869 gewonden en waren 582 chirurgische ingrepen nodig, die werden uitgevoerd door chirurgen van de drie CCS's in de regio.

### 21 augustus 1917

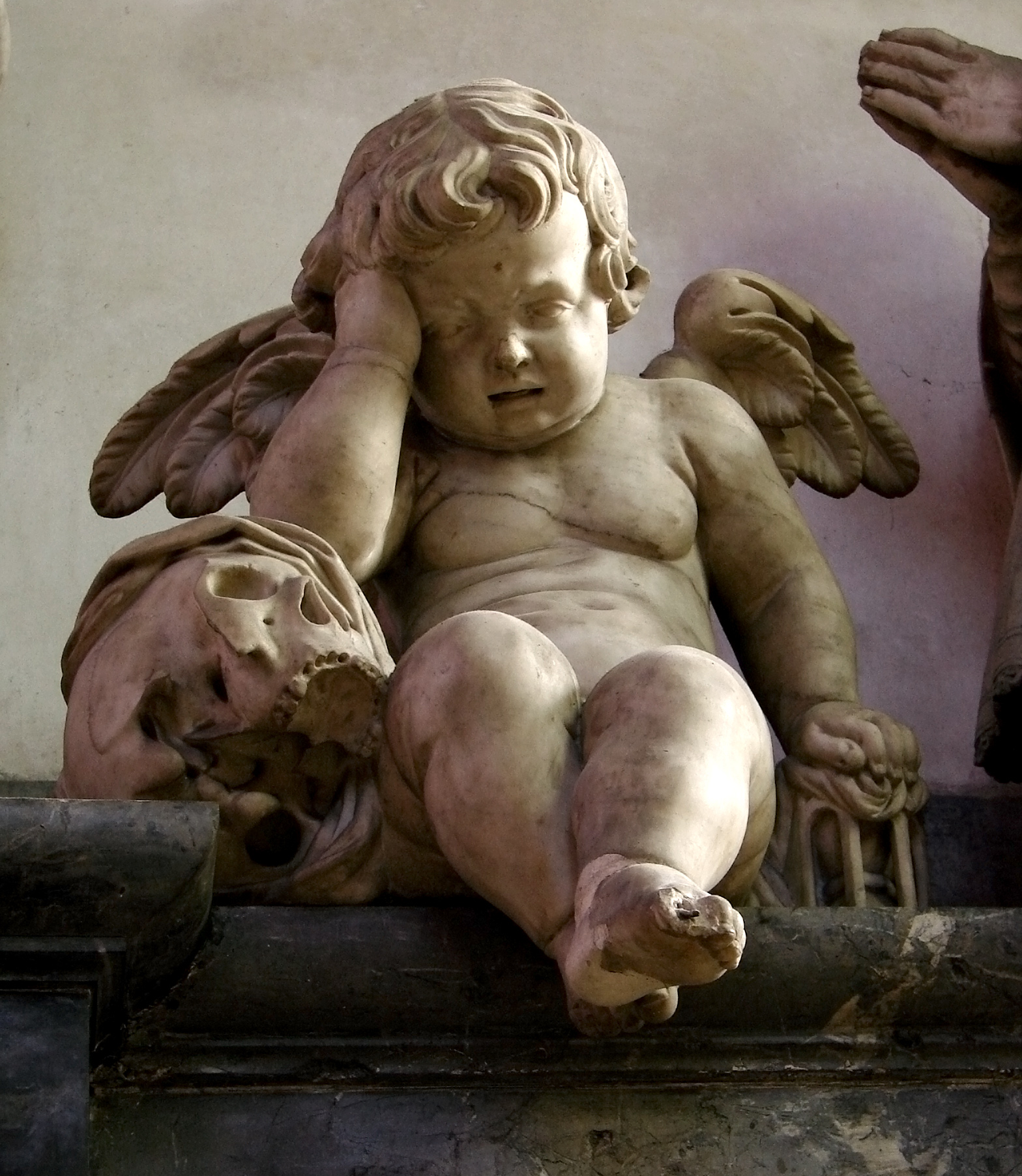
De huilende engel van Nicolas Blasset

Tijdens de nacht voor 21 augustus 1917 vond een voortdurend en aanhoudend bombardement plaats. Het leek alsof het hospitaal het directe doelwit was. De gewonden stroomden binnen, verpleegsters, artsen en chirurgen waren de hele nacht aan het werk. Rond tien uur 's morgens ging Nellie Spindler uitgeput naar haar tent om te proberen een paar uur te slapen. Het bombardement hield niet op. Rond elf uur ontplofte een granaat vlak bij haar tent, granaatscherven gingen van links naar rechts door haar lichaam, van haar rug naar haar borst, vlak bij haar hart. Ten minste één slagader werd geraakt, ze bloedde hevig en verloor het bewustzijn. Haar leidinggevende, hoofdverpleegster Minnie Wood, die ook uit Wakefield kwam, probeerde haar zorg te verlenen, maar haar toestand was hopeloos. Zij stierf twintig minuten later in de armen van Minnie Wood. Op haar overlijdensakte staat dat ze door de vijand is vermoord.
Haar begrafenis vond de volgende dag plaats op de militaire begraafplaats van Lijssenthoek (plot XVI rij A graf 3), waar zij de enige vrouw is tussen ruim 10.000 mannen. In aanwezigheid van honderd officieren en vier generaals werd haar eer betoond, een bugel speelde de Last Post.
Een paar dagen later schreef Minnie Wood een brief aan Spindlers ouders:
Ik hoop dat u, voor u deze brief ontvangt, al gehoord heeft van het grote verlies dat u heeft geleden. Ik weet niet wat ik moet zeggen, want ik kan mijn gevoelens niet op schrift uitdrukken en geen enkel woord van mij kan de schok verzachten. Er is één troost voor u: uw dochter raakte onmiddellijk bewusteloos nadat zij geraakt was, en zij is om 11.20 uur vredig gestorven, slechts twintig minuten later. Ik was op dat moment bij haar, maar [na] de eerste of twee eerste minuten herkende ze mij niet meer. Het was een grote zegen dat zij zich niet bewust was van haar omgeving, want de granaten bleven de rest van de dag vallen. - Minnie Wood
Haar ouders hadden al een officieel telegram ontvangen waarin zij werden geïnformeerd over de dood van hun dochter. Twee dagen later ontvingen ze een brief van hun dochter. In de envelop zat een klein hangertje met de afbeelding van de huilende engel. Minnie Woods brief bereikte hen een paar dagen later.
Nellie Spindler is een van de twee Britse verpleegsters die in België begraven liggen. De tweede is Elsie Gladstone, die op 24 januari 1919 aan een longontsteking stierf en in Belgrade werd begraven. Het lichaam van Edith Cavell werd opgegraven en op 14 mei 1919 teruggebracht naar Engeland.

## Herdenkingen en eerbetoon

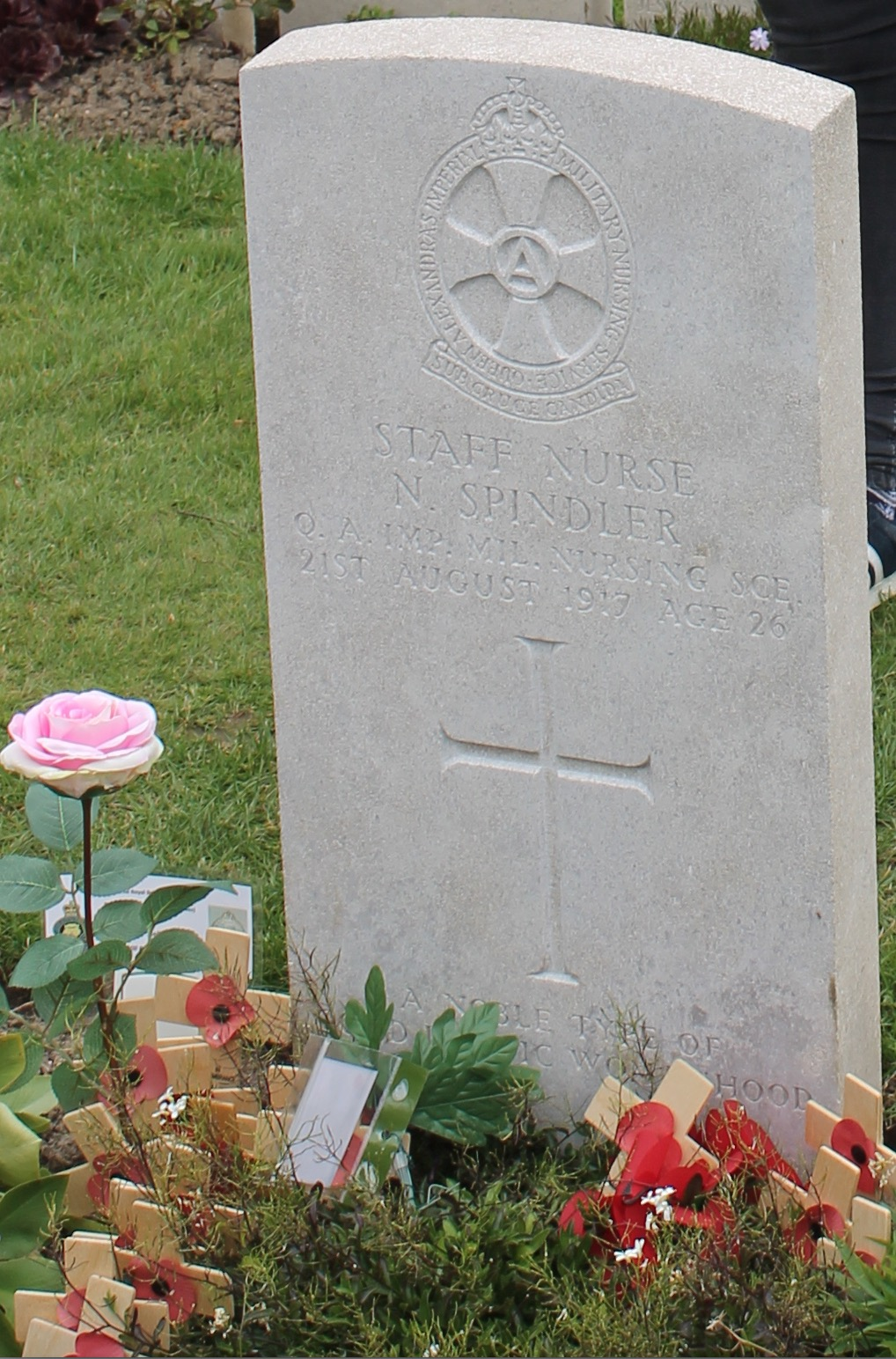
Het graf van Nellie Spindler (XVI.A.3), gefotografeerd in 2017

- De grafsteen van Nellie Spindler draagt de inscriptie A noble type of good heroic womanhood.
- Op haar geboortehuis in Wakefield is een plaquette geplaatst.
- Haar naam staat op een erelijst voor verpleegkundigen in de kathedraal van York aan de voet van het Five Sisters window, dat sinds de jaren twintig gewijd is aan alle Britse vrouwen die tijdens de Eerste Wereldoorlog in militaire dienst zijn omgekomen.
- Ze wordt herdacht in het In Flanders Fields Museum in Ieper, waar bezoekers haar verhaal kunnen volgen in een interactieve computerpresentatie.
- In 2015 werd bij de militaire begraafplaats Lijssenthoek de theaterproductie Flanders Fields, eindbestemming Poperinge over Nellie Spindler en enkele andere vergeten helden van de Grote Oorlog opgevoerd.[10]
- Een plaquette ter herinnering aan Nellie Spindler is geplaatst in de kapel van het St. James Hospital in Leeds, en in 2017 werd in het ziekenhuis een plechtigheid gehouden om te herdenken dat zij honderd jaar geleden was overleden.
- In 2017 droeg de groep Harp and a Monkey een lied aan haar op.[11]
- Sinds 2018 draagt een straat in Wakefield haar naam: de Nellie Spindler Drive.
- In 2020 noemde de stad Berthen in Hauts-de-France een straat in een nieuwbouwwijk naar haar: de Rue Nellie Spindler.

## Archief
Nellie Spindlers QAIMNS-archief wordt bewaard in het Nationaal Archief van het Verenigd Koninkrijk onder referentienummer WO 399/7850.

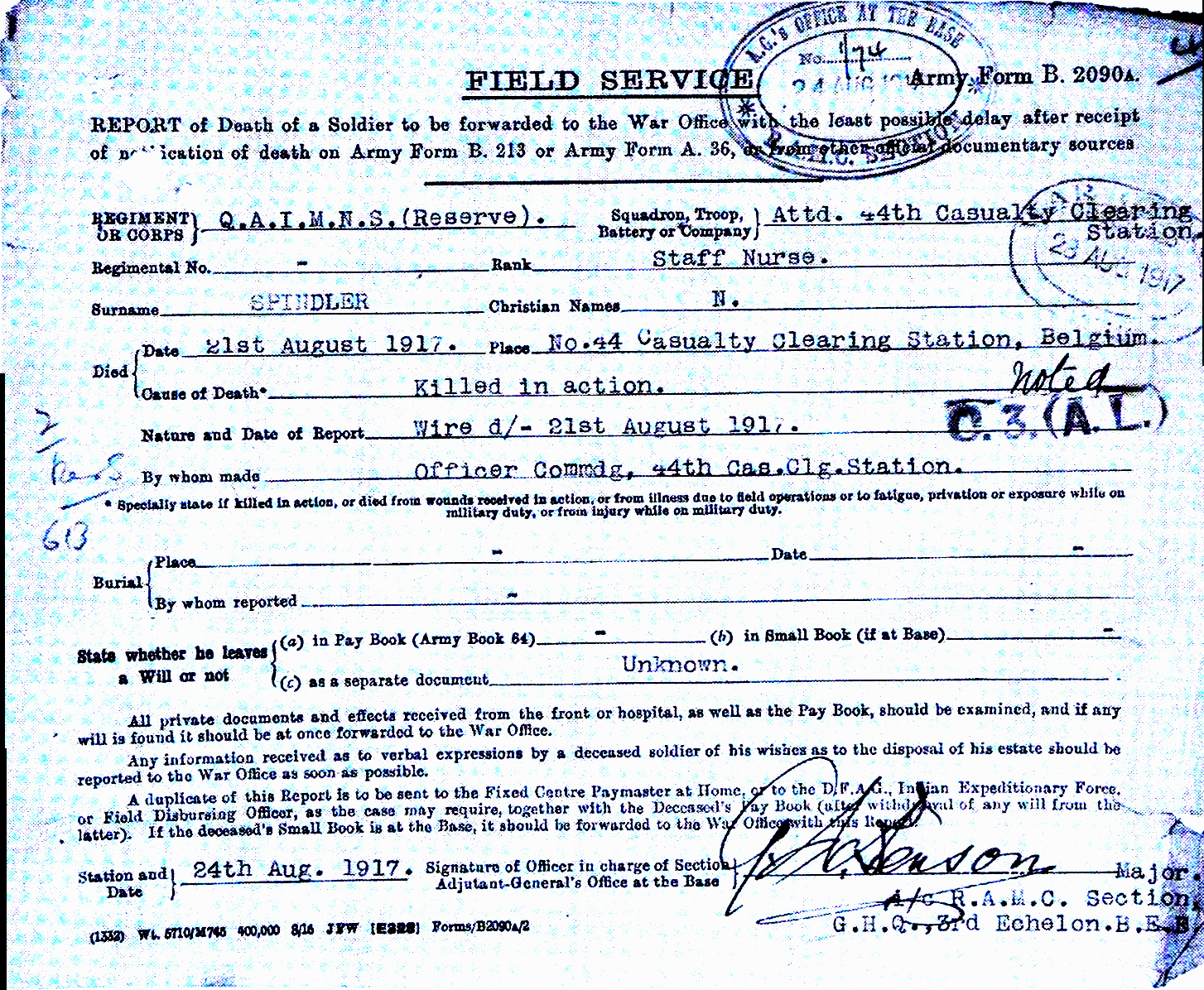
Het overlijdensrapport van Nellie Spindler